# Ken Caldeira
Ken Caldeira (* 1960) ist ein US-amerikanischer Atmosphärenwissenschaftler und Aerologe. Seit 2005 ist er Senior Scientist am Department of Global Ecology der Carnegie Institution und Professor im Department of Environmental Earth System Sciences an der Stanford University. Er ist Autor von über 150 wissenschaftlichen Publikationen.

## Beruflicher Werdegang
Caldeira machte 1978 seinen B.A. am Rutgers College im Fachgebiet Philosophie; sein M.S. folgte 1988 am Department of Applied Science der New York University im Fachgebiet Atmosphärenwissenschaften. Seinen Ph.D. erhielt er an selber Stelle 1991.

## Wirken
Ken Caldeiras Forschungsschwerpunkte sind der Kohlenstoffzyklus der Ozeane, Kohlenstoffdioxid in der Erdatmosphäre, die Physik von Ozeanen und Meereis, das Klimasystem und Energie-Systeme. Von 2001 bis 2004 war er Mitglied bei der US Global Carbon Cycle Scientific Steering Group, von 2002 bis 2004 Mitglied des UNESCO International Oceanography Commission CO2 Panel of Experts, 2005 koordinierender Leitautor des Kapitels Ozeane des Sonderberichts zur Abscheidung und Speicherung von CO2, 2007 Ausschussmitglied des Berichts der Royal Society zur Versauerung der Meere und von 2008 bis 2012 beratendes Mitglied des EPOCA European Project on Ocean Acidification. Seit 2009 ist er Mitglied des Lenkungsausschusses beim Global Carbon Project. 2009 war er Ausschussmitglied des im Auftrag der Royal Socienty angefertigten Geoengineering Report. Im selben Jahr war er Ausschussmitglied des Gremiums America’s Climate Choices der National Academy of Sciences.
Um dem Klimawandel wirksam zu begegnen, forderte Ken Caldeira 2013 mit den Kollegen James E. Hansen, Kerry Emanuel und Tom Wigley in einem offenen Brief, sicherer Wege für die weitere Nutzung von Kernenergie als CO2 schonende Energiequelle zu fördern. Eine „Rückbesinnung auf die Kernkraft“ sei notwendig, da der Widerstand gegen Atomkraftwerke den Kampf gegen den Klimawandel gefährden würde. Die Wissenschaftler appellierten an Politiker und Umweltschutzorganisationen weltweit, sich für die Entwicklung sicherer Atomkraftwerke einzusetzen. Die Vier sind sich in ihrem Brief sicher, dass es „… keinen realistischen Weg zu Stabilisierung des Klimas gibt, der ohne einen substantiellen Anteil an Kernenergie auskommt“. Die Risiken der Kernenergie seien jedoch „um Größenordnungen kleiner“ als die Gefahren, die von der Nutzung fossiler Energien ausgingen. In der Debatte über die künftige Energiepolitik sollten Fakten entscheiden, nicht Emotionen, forderten sie.
2016 veröffentlichte Caldeira mit einigen Kollegen eine Peer-Review unter 77 weltweit führenden Atmosphärenwissenschaftlern und Geochemikern zu Chemtrails, das heißt angeblich ungewöhnlich persistierenden Kondensstreifen am Himmel, die auf ein groß angelegtes geheimens Sprühprogramm in der Atmosphäre hindeuten würden. 98,7 % der befragten Wissenschaftler gaben an, bei ihren Forschungen auf keinerlei Indizien für eine derartige Manipulation der Atmosphäre gestoßen zu sein. Die am Himmel sichtbaren Kondensstreifen ließen sich problemlos mit den Mitteln der konventionellen Chemie und Physik erklären.

## Ehrungen
2004 wurde er vom Lawrence Livermore National Laboratory mit der Edward Teller Fellowship geehrt. 2010 wurde er Fellow of the American Geophysical Union.

## Ausgewählte Publikationen
- Ken Caldeira: Coral Bleaching: Coral 'refugia' amid heating seas. In: Nature Climate Change. Band 3, Nr. 5, 25. April 2013, ISSN 1758-678X, S. 444–445, doi:10.1038/nclimate1888.
- Ken Caldeira, Govindasamy Bala, Long Cao: The Science of Geoengineering. In: Annual Review of Earth and Planetary Sciences. Band 41, Nr. 1, 30. Mai 2013, ISSN 0084-6597, S. 231–256, doi:10.1146/annurev-earth-042711-105548.
- Ken Caldeira: Avoiding mangrove destruction by avoiding carbon dioxide emissions. In: Proceedings of the National Academy of Sciences. Band 109, Nr. 36, 4. September 2012, ISSN 0027-8424, S. 14287–14288, doi:10.1073/pnas.1211718109.
- Ken Caldeira: The Great Climate Experiment. In: Scientific American. Band 307, Nr. 3, 14. August 2012, ISSN 0036-8733, S. 78–83, doi:10.1038/scientificamerican0912-78.
- Julia Pongratz und Ken Caldeira: Attribution of atmospheric CO2 and temperature increases to regions: importance of preindustrial land use change. In: Environmental Research Letters. Band 7, 2012, 034001, doi:10.1088/1748-9326/7/3/034001
- Ken Caldeira, N. P. Myhrvold: Temperature change vs. cumulative radiative forcing as metrics for evaluating climate consequences of energy system choices. In: Proceedings of the National Academy of Sciences. Band 109, Nr. 27, 3. Juli 2012, ISSN 0027-8424, S. E1813–E1813, doi:10.1073/pnas.1206019109.
- Ken Caldeira, S. J. Davis: Accounting for carbon dioxide emissions: A matter of time. In: Proceedings of the National Academy of Sciences. Band 108, Nr. 21, 24. Mai 2011, ISSN 0027-8424, S. 8533–8534, doi:10.1073/pnas.1106517108.